# Pilea granmae
Pilea granmae är en nässelväxtart som beskrevs av I.A. Grudzinskaja. Pilea granmae ingår i släktet pileor, och familjen nässelväxter. Inga underarter finns listade i Catalogue of Life.